# سانت جون (إنديانا)
سانت جون (بالإنجليزية: St. John town, Indiana)‏ هي بلدة تقع بولاية إنديانا في الولايات المتحدة. تبلغ مساحتها 32.46 كم2، وترتفع عن سطح البحر 220.98000000000002 م، بلغ عدد سكانها 14,850 نسمة في عام 2010 حسب إحصاء مكتب تعداد الولايات المتحدة وتصل الكثافة السكانية فيها 457.5 نسمة لكل كيلومتر مربع (1,184.9/ميل2).

## التركيبة السكانية
حدّد مكتب تعداد الولايات المتحدة بيانات التركيبة السكانية لسانت جون في تعداد الولايات المتحدة. في ما يلي، التركيبة السكانية حسب تعدادي 2000 و2010.

### تعداد عام 2000
بلغ عدد سكان سانت جون 8,382 نسمة بحسب تعداد عام 2000، وبلغ عدد الأسر 2,800 أسرة وعدد العائلات 2,441 عائلة مقيمة في البلدة. في حين سجلت الكثافة السكانية 258.2 نسمة لكل كيلومتر مربع (668.7/ميل2). وبلغ عدد الوحدات السكنية 2,847 وحدة بمتوسط كثافة قدره 87.7 لكل كيلومتر مربع (227.1/ميل2).
وتوزع التركيب العرقي للبلدة بنسبة 97.55% من البيض و0.13% من الأمريكيين الأفارقة و0.17% من الأمريكيين الأصليين و0.47% من الأمريكيين ذوي الأصول الآسيوية و0.75% من الأعراق الأخرى و0.93% من عرقين مختلطين أو أكثر و4.20% من الهسبانيون أو اللاتينيون من أي عرق.
بلغ عدد الأسر 2,800 أسرة كانت نسبة 44.6% منها لديها أطفال تحت سن الثامنة عشر تعيش معهم، وبلغت نسبة الأزواج القاطنين مع بعضهم البعض 79.8% من أصل المجموع الكلي للأسر، ونسبة 5.1% من الأسر كان لديها معيلات من الإناث دون وجود شريك، بينما كانت نسبة 2.3% من الأسر لديها معيلون من الذكور دون وجود شريكة وكانت نسبة 12.8% من غير العائلات. تألفت نسبة 11.1% من أصل جميع الأسر من عدة أفراد يعيشون في نفس المنزل ونسبة 4.9% كانت تتألف من شخص يعيش بمفرده يبلغ من العمر 65 عاماً أو أكثر. وبلغ متوسط حجم الأسرة المعيشية 2.99، أما متوسط حجم العائلات فبلغ 3.24.
بلغ العمر الوسطي للسكان 38.6 عاماً. وكانت نسبة 28.4% من القاطنين تحت سن الثامنة عشر، وكانت نسبة 6.5% بين الثامنة عشر والرابعة والعشرين عاماً، ونسبة 28.2% كانت واقعةً في الفئة العمرية ما بين الخامسة والعشرين والرابعة والأربعين عاماً، ونسبة 28% كانت ما بين الخامسة والأربعين والرابعة والستين، ونسبة 8.8% كانت ضمن فئة الخامسة والستين عاماً فما فوق. يوجد لكل 100 أنثى 100.7 ذكر، ويوجد لكل 100 أنثى في الثامنة عشر من عمرها فما فوق 97.7 ذكر.
بلغ متوسط دخل الأسرة في البلدة 71,378 دولارًا، أما متوسط دخل العائلة فبلغ 75,231 دولارًا. وكان متوسط دخل الذكور 55,554 دولارًا مقابل 30,603 دولارًا للإناث. وسجل دخل الفرد الخاص بالبلدة 25,106 دولارًا. وكانت نسبة 1.1% من العائلات ونسبة 1.7% من السكان تحت خط الفقر، وكان من هؤلاء نسبة 0.9% تحت سن الثامنة عشر ونسبة 2.9% في الخامسة والستين من العمر وما فوق.

### تعداد عام 2010
بلغ عدد سكان سانت جون 14,850 نسمة بحسب تعداد عام 2010، وبلغ عدد الأسر 5,047 أسرة وعدد العائلات 4,225 عائلة مقيمة في البلدة. في حين سجلت الكثافة السكانية 457.5 نسمة لكل كيلومتر مربع (1,184.9/ميل2). وبلغ عدد الوحدات السكنية 5,201 وحدة بمتوسط كثافة قدره 160.2 لكل كيلومتر مربع (414.9/ميل2).
وتوزع التركيب العرقي للبلدة بنسبة 93.55% من البيض و1.34% من الأمريكيين الأفارقة و0.13% من الأمريكيين الأصليين و1.26% من الأمريكيين ذوي الأصول الآسيوية و0.07% من سكان جزر المحيط الهادئ و2.42% من الأعراق الأخرى و1.24% من عرقين مختلطين أو أكثر و8.23% من الهسبانيون أو اللاتينيون من أي عرق.
بلغ عدد الأسر 5,047 أسرة كانت نسبة 40.2% منها لديها أطفال تحت سن الثامنة عشر تعيش معهم، وبلغت نسبة الأزواج القاطنين مع بعضهم البعض 75.5% من أصل المجموع الكلي للأسر، ونسبة 5.6% من الأسر كان لديها معيلات من الإناث دون وجود شريك، بينما كانت نسبة 2.6% من الأسر لديها معيلون من الذكور دون وجود شريكة وكانت نسبة 16.3% من غير العائلات. تألفت نسبة 13.9% من أصل جميع الأسر من عدة أفراد يعيشون في نفس المنزل ونسبة 6% كانت تتألف من شخص يعيش بمفرده يبلغ من العمر 65 عاماً أو أكثر. وبلغ متوسط حجم الأسرة المعيشية 2.94، أما متوسط حجم العائلات فبلغ 3.25.
بلغ العمر الوسطي للسكان 40.2 عاماً. وكانت نسبة 27.3% من القاطنين تحت سن الثامنة عشر، وكانت نسبة 6.5% بين الثامنة عشر والرابعة والعشرين عاماً، ونسبة 23.6% كانت واقعةً في الفئة العمرية ما بين الخامسة والعشرين والرابعة والأربعين عاماً، ونسبة 31.3% كانت ما بين الخامسة والأربعين والرابعة والستين، ونسبة 11.3% كانت ضمن فئة الخامسة والستين عاماً فما فوق. وتوزع التركيب الجنسي للسكان بنسبة 49.9% ذكور و50.1% إناث.

## وصلات خارجية
- الموقع الرسمي